# Rindera dumanii
Rindera dumanii är en strävbladig växtart som beskrevs av Aytaç och Robert Reid Mill. Rindera dumanii ingår i släktet Rindera och familjen strävbladiga växter. Inga underarter finns listade i Catalogue of Life.